# Casa individuală de pe str. Alexei Șciusev, 99 (Chișinău)
Casa individuală de pe str. Alexei Șciusev, 99 este o clădire amplasată pe str. A. Șciusev, 99 în Chișinău, Republica Moldova. Este un monument arhitectural de importanță națională inclus în Registrul monumentelor Republicii Moldova ocrotite de stat cu nr. 168 (municipiul Chișinău). Datează de la sf. sec. XIX.